# Marapi
Marapi (även Merapi eller Berapi) är en 2 891 meter hög komplex vulkan i Sumatera Barat, Indonesien. Det är ön Sumatras mest aktiva vulkan. Marapi betyder på indonesiska "eldberget". Runt om berget är flera städer belägna,  till exempel  Bukittinggi, Padang Panjang och Batusangkar.
Runt om i regionen finns ett stort antal förmuslimska megalitiska monument placerade som av okänd anledning är riktade mot berget.